# みつどもえ キャラクターソング
「みつどもえ キャラクターソング」は、テレビアニメ『みつどもえ』のキャラクターソングが収録されているシングルシリーズ。

## 概要
GloryHeavenより、2010年8月25日から同年11月24日まで発売された。
ジャケットにはそれぞれ鉄棒、跳び箱、マット運動などの体育の授業風景が描かれている。 

## リリース一覧

### Vol.1 丸井みつば
1. ありがたく思いなさいよねっ!! [3:15]
作詞：前山田健一、作曲：L.Mount Garage、編曲：高田暁
2. 長女だし、ねっ! [3:41]
作詞：前山田健一、作曲・編曲：菊谷知樹
3. ありがたく思いなさいよねっ!!（off vocal）
4. 長女だし、ねっ!（off vocal）

### Vol.2 丸井ふたば
1. ABCよりDEFっス!! [3:55]
作詞・作曲・編曲：前山田健一
テレビアニメ『みつどもえ』第8話挿入歌
2. 大人になったら [4:19]
作詞・作曲・編曲：前山田健一
3. ABCよりDEFっス!!（off vocal）
4. 大人になったら（off vocal）

### Vol.3 丸井ひとは
1. これでいいのか? 〜はちゃめちゃライフ〜 [4:11]
作詞・作曲：yozuca*、編曲：lotta
2. ベストフレンド 〜いちばん小さなお友達〜 [5:17]
作詞・作曲：yozuca*、編曲：黒須克彦
3. これでいいのか? 〜はちゃめちゃライフ〜（off vocal）
4. ベストフレンド 〜いちばん小さなお友達〜（off vocal）

### Vol.4  杉崎みく
1. わたしはセ・レ・ブ! [3:13]
作詞・作曲：yozuca*、編曲：lotta
2. あんたなんか! [3:30]
作詞：yozuca*、作曲：田代智一、編曲：高田暁
3. わたしはセ・レ・ブ!（off vocal）
4. あんたなんか!（off vocal）

### Vol.5 松岡咲子
1. 悪霊さん いらっしゃい!! [3:55]
作詞・作曲・編曲：前山田健一
2. 同級生は霊媒師!!（いや、違うから…） [4:15]
作詞：前山田健一、作曲・編曲：菊谷知樹
3. 悪霊さん いらっしゃい!!（off vocal）
4. 同級生は霊媒師!!（いや、違うから…）（off vocal）

### Vol.6  佐藤が好きでしょうがない隊
1. もぅ絶対I♡YOU [3:27]
作詞・作曲：yozuca*、編曲：戸田章世
2. 佐藤くんが好きでしょうがない隊 [4:05]
作詞・作曲・編曲：前山田健一
3. もぅ絶対I♡YOU（off vocal）
4. 佐藤くんが好きでしょうがない隊（off vocal）

### Vol.7 チクビ
1. チクビの七変化 [4:10]
作詞・作曲・編曲：前山田健一
2. おしえてチクビちゃん [4:47]
作詞・作曲・編曲：前山田健一
3. チクビの七変化（off vocal）
4. おしえてチクビちゃん（off vocal）

## 楽曲解説
ありがたく思いなさいよねっ!
ゴリゴリしたハードコアなギターに、みつばの攻撃的な罵倒ラップがひたすら続く劇薬のような曲調であり、体調の悪い時の視聴はおすすめできない過激な楽曲になっているとのこと。
みつば役の高垣彩陽は、音大の声楽科を出ているだけあって本来の歌唱は抜群に巧いが、本曲ではわざと力んで音を外しており、役所を掴んで表現しているという。
ABCよりDEFっス!!
一言でいうなら「おっぱい愛」に尽きる楽曲であり、「パイ」と名の付くあらゆる単語を詰め込んだ、速射砲を思わせる詞になっている。また、アニメ第8話の挿入歌としても使用され、大いにインパクトがあった楽曲であるという。